# Morgan (nom)
Pour l’article ayant un titre homophone, voir Morgane.
Morgan, Morggan, prénom masculin français ou anglophone unisexe, qui est d'origine celtique signifiant « né(e) de/sur la mer », que l'on trouve en Bretagne armoricaine comme en Cornouailles britannique ou au Pays de Galles.   
Le prénom est fêté le 8 octobre.   
L'origine de ce prénom est probablement double d'une part dans sa version masculine, Morgan ou Morggan est un dérivé du gallois "môr" (la mer) et  "gen" (venir/origine), alternativement Morcant "cant" (le cercle), la traduction du nom étant « né(e) de/sur la mer » ou « appartenant au cercle de la mer ». Dans son orthographe originale de Morggan on retrouve ainsi Morggán de Mar le premier Mormaer ou comte de Mar.
La version féminine du prénom trouve des origines communes celtiques dans le prénom Morrigan qui est dérivé du celte irlandais Mór Ríoghain et qui signifie « grande reine ». Dans le mythe irlandais, elle était une déesse de la guerre et de la mort qui prenait souvent la forme d'un corbeau. Elle est également l'inspiration du personnage de la fée Morgane dans la légende arthurienne. La variante Morgane typiquement française n'étant pas utilisée ailleurs dans le monde.

Dans les pays anglo-saxons et celtique, Morgan est un prénom autant féminin que masculin.
Le prénom Morgan, tout comme sa version au féminin Morgane, se répandit au cours du Moyen Âge dans les pays celtiques, notamment au Pays de Galles et en Armorique. Plusieurs personnages ayant marqué la mythologie médiévale ont illustré ce prénom témoignant ainsi de sa grande popularité dans ces contrées. En France, il lui fallut attendre les années 1970 pour dépasser les frontières de la Bretagne et il ne tarda pas à connaitre le succès. Il eut sa période de gloire dans les années 1990 et continue aujourd'hui à être fréquemment employé. On estime actuellement à plus de 28 600 le nombre de personnes ayant été prénommées Morgan depuis le début du XXe siècle.

## Prénom
- Pour l'ensemble des articles sur les personnes portant ce prénom, consulter :
  - la liste des articles dont le titre commence par ce prénom
  - les listes produites par Wikidata : Liste des personnes de prénom « Morgan » — même liste en incluant les éventuels prénoms composés qui contiennent « Morgan ».

Le prénom Morgan, tout comme sa version au féminin Morgane, se répandit au cours du Moyen Âge dans les pays celtiques, notamment au Pays de Galles et en Armorique. Plusieurs personnages ayant marqué la mythologie médiévale ont illustré ce prénom témoignant ainsi de sa grande popularité dans ces contrées. En France, il lui fallut attendre les années 1970 pour dépasser les frontières de la Bretagne et il ne tarda pas à connaitre le succès. Il eut sa période de gloire dans les années 1990 et continue aujourd'hui à être fréquemment employé.

### Variantes
Morggan, Morggán, Morcant
Le féminin en français est Morgane.
En latin comme en italien, Morgana.
En français on trouve le féminin Morgane, identifiée à une créature marine de légende.[réf. nécessaire].

## Patronyme
Voir la page d'homonymie Morgan 